# کارنی (نیوجرسی)
کارنی (به انگلیسی: Kearny) شهری در ایالت نیوجرسی کشور ایالات متحده آمریکا است که جمعیت آن در سرشماری سال ۲۰۱۰ میلادی، ۴۰٬۶۸۴ نفر بوده‌است.